# Pont d'Avesnières
Le pont d'Avesnières ou Avénières est un pont construit sur la Mayenne à Laval. Construit une première fois en 1839, il a été détruit plusieurs fois avant d'obtenir sa forme actuelle en 1946. C'est le troisième plus vieux pont routier de la ville, après le Pont-Vieux et le pont Aristide-Briand. Le pont d'Avesnières est en outre le pont le plus méridional de Laval. Le pont en aval le plus proche est celui de Port-Rhingeard, situé entre les communes d'Entrammes et l'Huisserie, distant de neuf kilomètres.
Le pont fait communiquer le boulevard du Pont d'Avesnières rive droite, à celui des Tisserands rive gauche. C'est donc un élément de la rocade sud de Laval. Il se trouve par ailleurs dans le quartier d'Avesnières, dont il porte le nom.
Le pont d'Avesnières a eu une histoire mouvementée. Il a été construit une première fois en 1839, en armature métallique, en remplacement d'un gué, mais il s'est effondré en 1847. Reconstruit l'année suivante, il est à nouveau démoli en 1872 pour faire place à un pont plus moderne, achevé en 1873. La nouvelle structure, en maçonnerie, est dynamitée par les Allemands en 1944. Le pont actuel voit finalement le jour en 1946. Il est en béton.
Le pont comporte quatre piles qui soutiennent quatre arches. L'arche centrale est plus large que les autres.

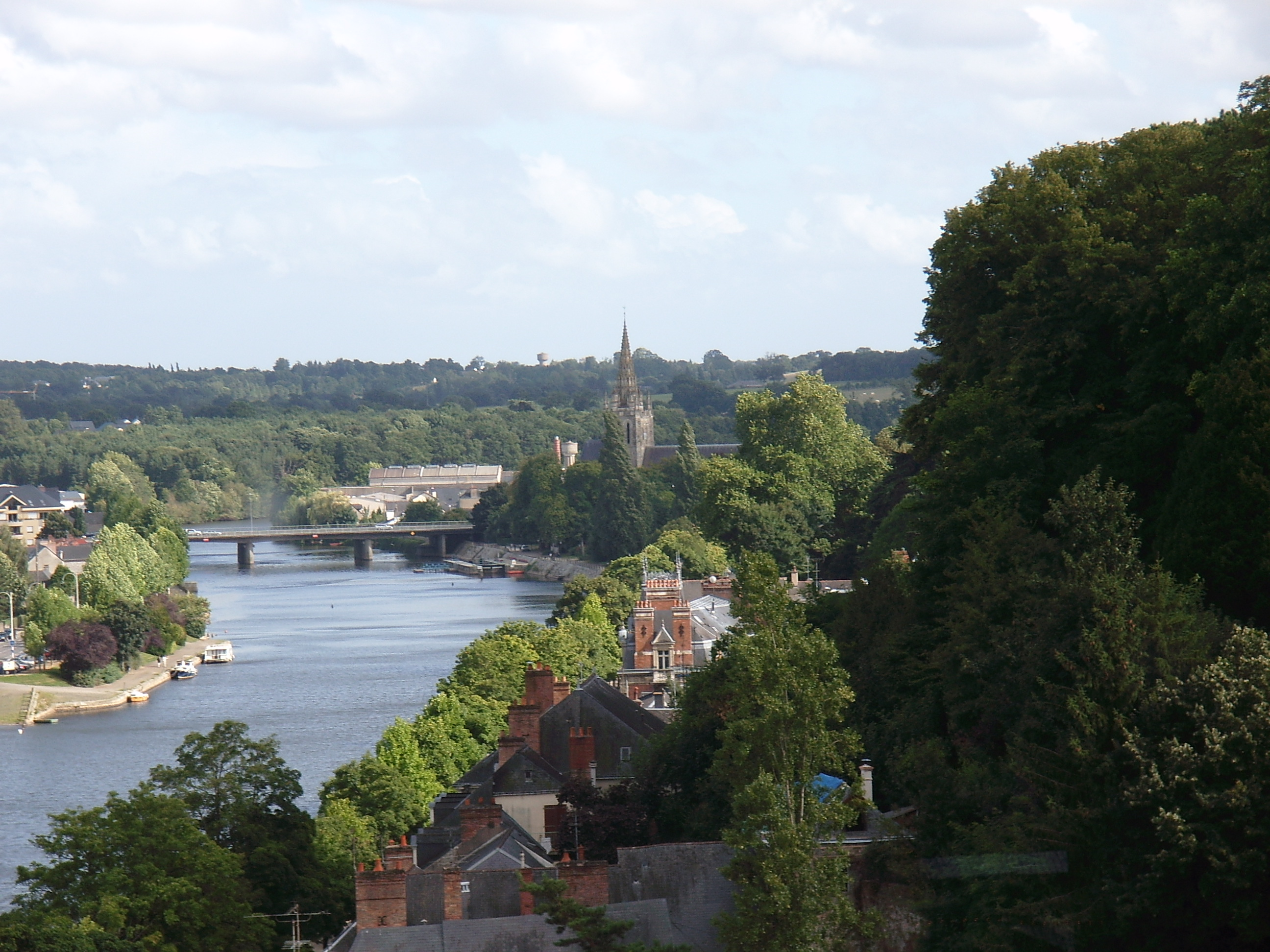
Le pont d'Avesnières vu du donjon du château de Laval.